# 洛科希爾斯 (新墨西哥州)
洛科希爾斯（英語：Loco Hills）是位於美國新墨西哥州埃迪縣的普查規定居民點。

## 人口
根據2020年美國人口普查的數據，洛科希爾斯的面積為2.22平方千米，皆為陸地。當地共有人口68人，而人口密度為每平方千米30.63人。